# Gubernia kutaiska

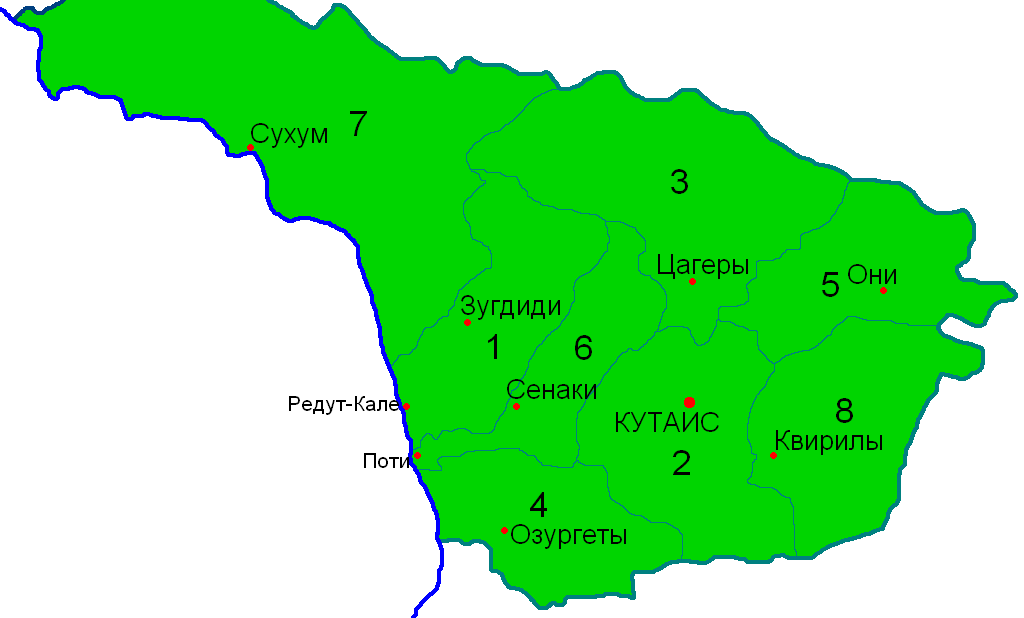
Podział administracyjny guberni

Gubernia kutaiska (ros. Кутаисская губерния) – jednostka administracyjna Imperium Rosyjskiego na Kaukazie, utworzona na mocy ukazu Mikołaja I w 1846. Stolicą guberni było Kutaisi. Wchodziła w skład Namiestnictwa Kaukaskiego. Istniała do 1918.
Gubernia była położona w zachodniej części Kaukazu Południowego, nad Morzem Czarnym, pomiędzy 40°18′51″ a 43°48′51″ szerokości geograficznej północnej i 41° a 43°05′ długości geograficznej wschodniej. Graniczyła od północy z gubernią czarnomorską, obwodem kubańskim i obwodem terskim, od wschodu z gubernią tyfliską, na południu z obwodem karskim (do 1903), od 1903 z obwodem batumskim (1883–1903 w składzie guberni, od 1903 wydzielonym), na południowym zachodzie (do 1903) z Imperium Osmańskim (wilajety Trabzon i Erzurum), od 1903 z obwodem batumskim, od zachodu z Morzem Czarnym.
Powierzchnia guberni w 1897 wynosiła – 29 524 km² (25 941,8 wiorst²). Gubernia w początkach XX wieku była podzielona na 7 ujezdów i okręg suchumski.

## Demografia[1]
Ludność (z obwodem batumskim), według spisu powszechnego 1897 – 913 657 osób – 842 000 Gruzinów (82,2%), 59 000 Abchazów (5,6%), 40 198 Turków (4,4%), 21 000 Ormian (2,3%), 13 000 Rosjan (1,8%), Grecy, Ukraińcy, Żydzi, Polacy, Kurdowie i Osetyjczycy. Jedyną jednostką administracyjną, w której Gruzini stanowili mniejszość (24,1% ludności) był okręg suchumski, gdzie dominowali Abchazowie (55,3%).

## Losy terytorium guberni
Po przewrocie bolszewickim w Rosji i rozwiązaniu Konstytuanty Rosji przez bolszewików, Sejm Zakaukaski proklamował 10 lutego 1918 powstanie Zakaukaskiej Demokratycznej Republiki Federacyjnej w której skład weszła gubernia kutaiska. Od 26 maja 1918 Demokratyczna Republika Gruzji. Po podboju Gruzji przez Armię Czerwoną (luty-marzec 1921) w Gruzińskiej Socjalistycznej Republice Radzieckiej (od 25 lutego 1921), w tym w latach 1922–1936 w składzie Zakaukaskiej Federacyjnej Socjalistycznej Republiki Radzieckiej – republiki związkowej ZSRR, w latach 1936–1991 samodzielna republika związkowa ZSRR. Od 1991 niepodległa Gruzja. Okręg Suchumi stanowi nieuznawane międzynarodowo quasi-państwo, Abchazję, kontrolowaną przez Abchazów wspieranych przez Federację Rosyjską.